# شبه‌سرو (سرده)
شِبهِ‌سَرو (نام علمی: Chamaecyparis) نام یک سرده از تیره سرویان است.